# Артур Боррен
Артур Боррен (англ. Arthur Borren, 5 червня 1949) — новозеландський хокеїст на траві.
Олімпійський чемпіон 1976 року, учасник 1972 року.